# Янкетич, Михайло
Михайло «Миша» Янкетич (серб. Михаило Јанкетић; 24 мая 1938, Нови-Сад, Королевство Югославия — 15 мая 2019, Белград) — сербский и югославский актёр театра, кино и телевидения, педагог.

## Биография
В 1962 году окончил Факультет драматического искусства Академии театрального искусства в Белграде. С 1960 года — актёр Югославского драматического театра.
С 1961 по 2019 год снялся в около 110 фильмах и сериалах.
Долгое время был профессором актёрского мастерства в Академии художеств в г. Нови-Сад.
Похоронен на Аллее заслуженных (великих) Нового кладбища в Белграде.

## Награды
- Золотая медаль «За заслуги» (2019, Сербия)[3].
- Премия Добричина,
- Премия Павла Вуйсича,
- Премия Нушича за жизненные достижения,
- Статуэтка Йоакима Вуйича ,
- Премия Стерия (четырежды),
- Октябрьская премия города Белграда,
- Статуэтка Чурана,
- Премия Раши Плаович,
- Две ежегодные премии Югославского драматического театра.

## Избранная фильмография
- 1994—1995 — Счастливые люди
- 1994 — Вуковар  — Душан
- 1991—1995 — Театр в Сербии
- 1991 — Сахарная голова — Максим Сармашевич, капитан
- 1987 — Побег из Собибора — Берлинер, капо
- 1984 — Что происходит, когда любовь приходит
- 1984 — Седой дом
- 1983 — Как я был систематически уничтожен идиотом — оратор
- 1982 — Тринадцатое июля — Душан
- 1981 — Непокорённый город
- 1980—1981 — Светозар Маркович
- 1974—1975 — Списаны — Владим
- 1973 — Свадьба - Душко Томерич
- 1972 — Девушка с мельницы
- 1967 — Утро — Сава, майор
- 1966 — Мечта
- 1966 — Как любили друг друга Ромео и Джульетта  — Зоран Костич